# Джюмонджі Таканобу
Джюмонджі Таканобу (10 листопада 1975) — японський велогонщик.
Бронзовий призер Олімпійських Ігор 1996 року в гіті на 1000 м.